# Battlefield 1942
Battlefield 1942 (v překladu „bitevní pole“) je první ze série počítačových her žánru first-person shooter. Začátek série je datován na rok 2002, kdy vyšel právě tento díl. Vývojářem je společnost Digital Illusions, vydavatelem pak EA Games.
Ve hře se bojuje v Tichomoří, Severní Africe, Východní Evropě a Západní Evropě.
Bojují zde proti sobě Spojenci a Mocnosti Osy.

## Dějiště vojenských operací
Pacifik
V této oblasti vyvolali Japonci válku proti spojeneckým vojskům, která budou bojovat nejen na souši, ale i ve vzduchu a na moři. Po překvapivém a bleskovém útoku Japonců na Pearl Harbor se zmatení Američané musí vzchopit a čelit útokům Japonců, kteří se po svých prvotních úspěších budou snažit dobýt Pacifik. Naproti tomu se budou muset reorganizovat a přeskupit síly spojenců a čelit velmi nelítostnému a odhodlanému soupeři. Bude to dlouhý a krvavý konflikt. Od hustých ostrovních džunglí po otevřená moře si obě strany uvědomují, že každá bitva může být rozhodující a zvrátit průběh boje o Pacifik v jejich prospěch a vést tak k rozhodujícímu vítězství.
Severní Afrika
K získání kontroly na Severní Afrikou bude muset vítěz nejen porazit dobře vycvičeného a připraveného nepřítele, ale taky překonat brutální podmínky pouště. Obě strany budou vystaveny silnému žáru a velmi nehostinnému terénu. Vojáci na obou stranách budou potřebovat co nejlepší plány, aby v afrických pouštích zvítězili. Velikou roli sehraje hlavně zásobování pro obě bojující frakce. Lépe zásobený nepřítel vyhraje.
Východní Evropa
Na východoevropské frontě očekává německé vrchní velení naprostou porážku Rudé armády během několika měsíců. V přípravě na tuto operaci udělala Třetí říše jednu z největších operací v dějinách moderního válečnictví. Jenže nezdolný duch a výdrž ruských vojenských sil spolu s kombinací smrtící ruské zimy se podepsala na do té doby rychle pronikající německé armádě. Němci neměli dostatečné zásobování a jakýkoli další postup se stal nemožným. Protože obě strany bojují s nehostinným prostředím, bude získání vítězství ve východní Evropě tou největší zkouškou vytrvalosti.
Západní Evropa
S cílem dosáhnout absolutního vítězství zahájily spojenecké síly operaci Overlord – konečný postup na Berlín. Po masivních operacích na březích Normandie se spojenci nezastaví, dokud nezajistí definitivní vítězství nad celým mateřským územím. Německé velení se snaží všemi prostředky, které mají k dispozici zvrátit průběh bojů v jejich prospěch. Rozhodnout se může i v malých potyčkách a každé malé vítězství hraje do karet jedné nebo druhé straně. Do boje budou muset jít obě armády naplno a s takovým nasazením, jaké historie moderního válečnictví dosud nezaznamenala.

## Výzbroj vojska
Ve hře Battlefield 1942 si hráč volí, za jaký typ vojáka bude hrát neboli jaké bude jeho povolání.
Rozpis jednotlivých povolání:
Scout (průzkumník) – Dvě hlavní schopnosti – ostřelování nepřátelských jednotek a zaměřování dělostřelectva
vybavení: ostřelovací puška, granáty a dalekohled
Assault (útočník) – vedoucí činitel při uskutečňování bojového plánu; vybavení – těžký kulomet, pistole a granáty.
Anti-tank (protitanková obrana) – Hrozba všech tanků a obrněných vozidel,pěšák,který nese na rameni raketomet; vybavení – bazuka,pistole a granáty
Medic (zdravotník) – hlavním úkolem zdravotníka je uzdravovat členy týmu. Má také samopal s velkou rychlostí střelby, ale menší přesností a průrazností. Je také skvělou pěchotní složkou. Vybavení: lékárnička, samopal Thompson, pistole a granáty.
Engineer (technik) – Má několik úkolů: 1) pokládání a deaktivaci min, 2) opravovat rozbitá vozidla nebo zbraně; 3)má útočný i obranný účel; vybavení – puška, která nemá přílišnou rychlost střelby, zato však dobrý dostřel, přesnost a palebnou sílu, demoliční výbava, miny a vybavení k opravám.

### Letadla, lodě a vozidla
Light tank (lehký tank) – pilot, střelec a velitel; primární střelba – kanón, sekundární střelba – spřažený kulomet
Heavy tank (těžký tank) – pilot a střelec; primární střelba – kanón, sekundární střelba – spřažený kulomet
Artillery (dělostřelectvo) – pilot a střelec; primární střelba – z děl, sekundární střelba – pokud požádá průzkumník o dělostřeleckou podporu
Armoured personnel carrier (ozbrojené osobní vozidlo) – řidič, střelec a až 4 spolujezdci – primární palba – kulomet
Car (automobil) – řidič a spolujezdec; primární střelba žádná.
Machine gun emlacement (stanoviště kulometného hnízda) – střelec, primární střelba – těžký kulomet
AA gun (protiletadlový kulomet) – střelec; primární střelba – protiletadlový kulomet

### Vzduch
Fighter plane (bojový letoun) – pilot; primární střelba – kulomety, sekundární střelba – bomby
Dive Bomber (střemhlavý bombardovací letoun) – pilot a zadní střelec; primární střelba – kulomety, sekundární střelba – bomby
Heavy bomber (těžký bombardér) – pilot, spodní střelec a horní střelec; primární střelba – kulomety a bomby, sekundární střelba – bomby

### Voda
LCVP (výsadkový člun) – pilot a střelec; primární střelba není, pouze se otevírá rampa, sekundární střelba – kulomet
Submarine (ponorka) – pilot, primární střelba – vystřelení torpéda
Destroyer (torpédoborec) – pilot/přední střelec, zadní střelec; primární střelba – střelba předního střelce, dělostřelectvo, sekundární střelba – vyžádání střelby průzkumníkem
Battleship (bitevní loď) – pilot/přední střelec, zadní střelec; primární střelba – dělostřelectvo nebo protiletadlové kulomety, sekundární střelba – pokud si průzkumník vyžádá dělostřelectvo
Aircraft Carrier (letadlová loď) – pilot, primární střelba – protiletadlové kulomety na obou stranách paluby

## Módy
Singleplayer (hra pro jednoho hráče) – Je zaměřen na hru pro jednoho hráče, kdy si hráč zvolí, jestli bude hrát za spojence, nebo za mocnosti Osy, a bojuje v největších bitvách, které se v tomto konfliktu odehrály.
Multiplayer (hra pro více hráčů) – několik druhů hry pro více hráčů: 1) Conquest (dobývání), 2) Control points (kontrolní body a jejich obsazování), 3) Co-Op (spolupráce), 4) Team death match (bitva mezi družstvy), 5) Capture the flag (Dobývání vlajky).

## Mapy
Tobruk
Tobruk je mapa s opevněným přístavem, několika obrannými liniemi, které musí Němci překonat. Město obklopuje několik kaňonů.
Operace Battleaxe
Hlavní stan spojenců i mocností Osy na této mapě sídlí naproti sobě na náhorní planině, kterou
rozděluje bitevní údolí.
Gazala
Gazala je mapa pouště s pískem, skalnatými kopci a hlubokými kaňony. Klíčovým prvkem na této mapě je mobilita, neboť zde není mnoho míst ke skrývání.
Wake Island
Atol Wake – ostrov, korálový útes, domy a letecká základna Spojených států. Opevnění základny je obtížné kvůli malé velikosti ostrova.
Kursk
Kursk je mapa, kde kopce a lesy obklopují centrální jezero se dvěma základnami protivníků. Dále se na mapě nachází centrální "území nikoho".
Midway
Atol Midway je ostrov dostatečně velký pro letiště a kasárna. Na obou stranách ostrova
stojí dvě flotily protivníků. Jedná se převážně o letecko-námořní bitvu.
Stalingrad
Bitva o Stalingrad nastává okolo železničního depa tohoto kdysi nádherného města.
El Alamein
Tato mapa je směsicí rozsáhlých pouští s horským pásmem mezi hlavními základnami Osy a spojenců.
Guadalcanal
Guadalcanal je velký ostrov se dvěma základnami na každém konci. Na ostrově se nachází strategicky situovaná vesnice, která hraje velmi důležitou roli, neboť může být použita jako předsunutá základna pro obě strany.
Kharkov
Mapa Charkov představuje typickou ruskou planinu s lesy, kopci a několika řekami překlenutými kamennými mosty, které tvoří strategická zúžená místa.
Omaha Beach
Pláž Omaha je mapa se silnou obranou vybudovanou na vrcholu strmých vápencových stěn, což znesnadňuje její zasažení. LA (landing area = přistávací oblast) Pointe du Hoc je pod palbou tvrdě bráněného komplexu bunkrů, který pláži dominuje.
Bocage
Typický venkov Normandie s živými ploty oddělujícími pole. Perfektní pro léčky a odstřelovače. Klíčovými body této mapy jsou francouzské vesnice a hlavní kamenný most.
Market Garden
Mapa Market Garden obsahuje lesy, město a řeku se dvěma mosty.
Berlin
V této mapě je těžce rozbombardované a zničené město Berlín, svým obráncům ale stále nabízí silnou obranu. Široké ulice s tanky jsou nebezpečné pro pěchotu.
Iwo Jima
Iwo Jima je malý tichomořský ostrov, bráněný japonskými silami. Kromě hory Suribači je Iwodžima zcela plochá.
Battle of the Bulge
Battle of the Bulge (bitva o výběžek) je evropská mapa představující zničené městečko v držení spojenců a četná místa kopcovitých lesů. Nachází se v Ardenách.

## Datadisky
Rok po vydání hry vyšly postupně dva rozšiřující datadisky:
- Battlefield 1942: Road to Rome (2003) – první datadisk zavede hráče na Apeninský poloostrov
- Battlefield 1942: Secret Weapons (2003) – druhý datadisk vnáší do hry především nové zbraně